# Concord (Illinois)
Concord é uma vila localizada no estado americano de Illinois, no Condado de Morgan.

## Demografia
Segundo o censo americano de 2000, a sua população era de 176 habitantes.
Em 2006, foi estimada uma população de 173, um decréscimo de 3 (-1.7%).

## Geografia
De acordo com o United States Census Bureau tem uma área de
0,7 km², dos quais 0,7 km² cobertos por terra e 0,0 km² cobertos por água. Concord localiza-se a aproximadamente 181 m acima do nível do mar.

## Localidades na vizinhança
O diagrama seguinte representa as localidades num raio de 16 km ao redor de Concord.